# Parafia Niepokalanego Poczęcia Najświętszej Maryi Panny w Sokołowie Włościańskim

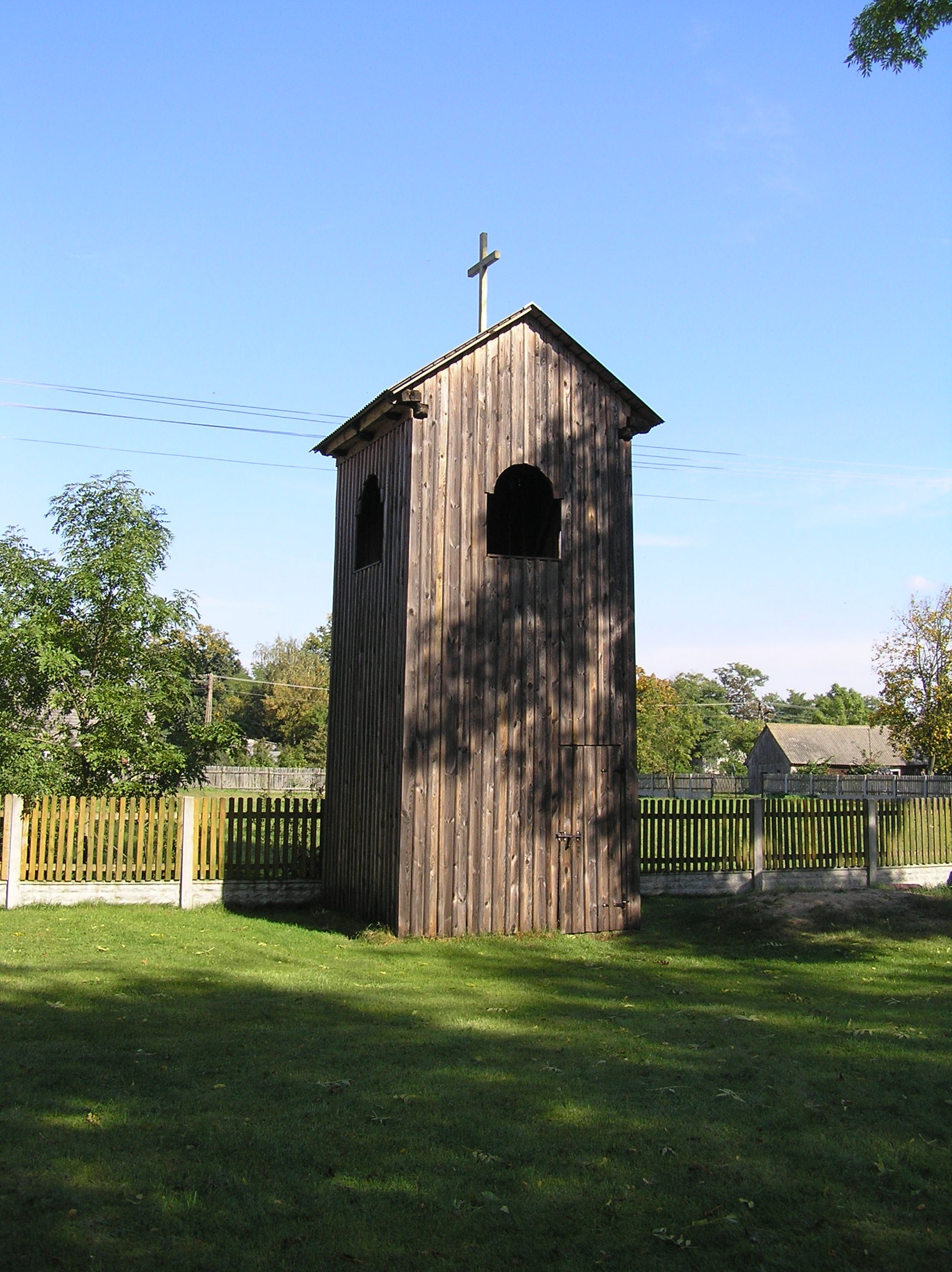
Dzwonnica przykościelna

Parafia pw. Niepokalanego Poczęcia Najświętszej Maryi Panny w Sokołowie Włościańskim – parafia rzymskokatolicka należąca do dekanatu pułtuskiego, diecezji płockiej, metropolii warszawskiej. 